# Agaricus silvaticus

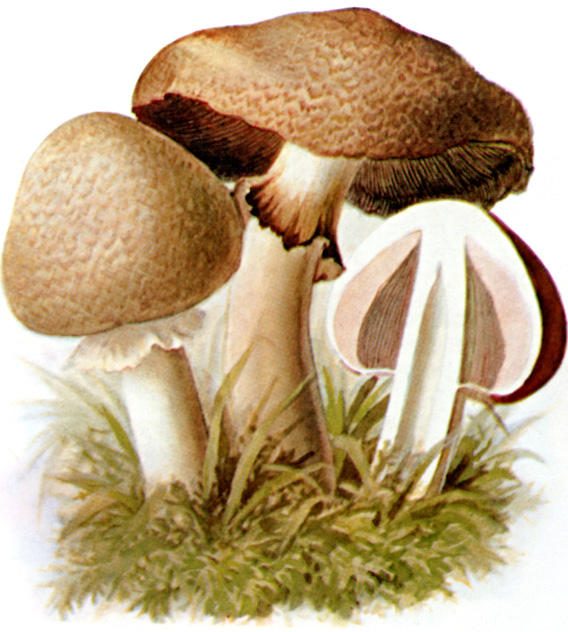
Agaricus silvaticus

Agaricus silvaticus es una especie de hongo comestible, basidiomicetos de la familia Agaricaceae.

## Características
La forma del sombrero (Píleo (micología)) es acampanado cuando joven y convexo cuando madura, la superficie es seca, escamosa y su color es marrón claro, su carnosidad es blanca, miden hasta 10  centímetros  de diámetro, el tallo es de color blanquecino.

## Comestibilidad
Es comestible y su sabor es suave, la carne es color blanca y cuando se corta toma tonos rojizos. Se encuentran en grupos en bosques de coníferas a comienzos del verano.

## Galería

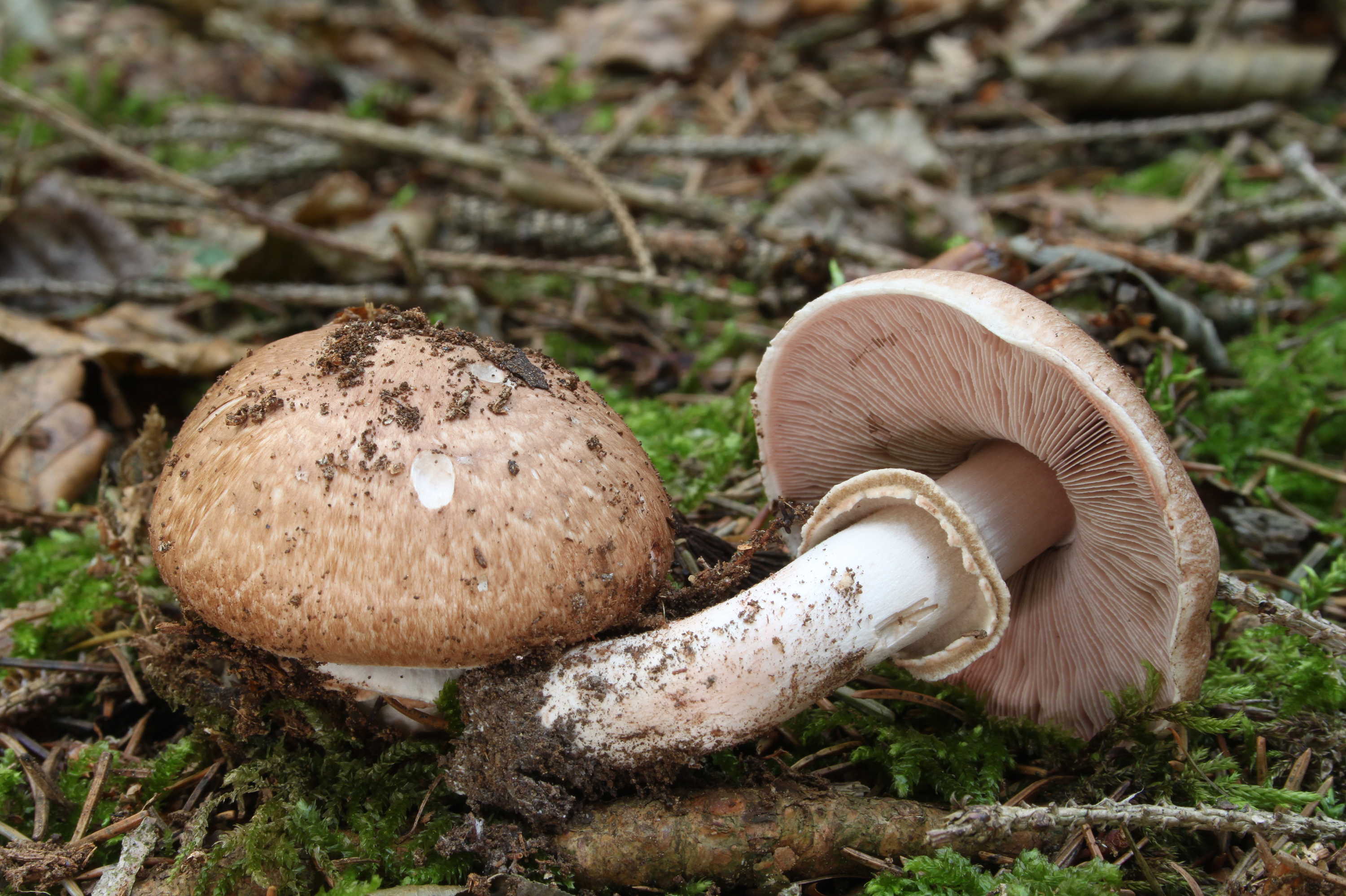
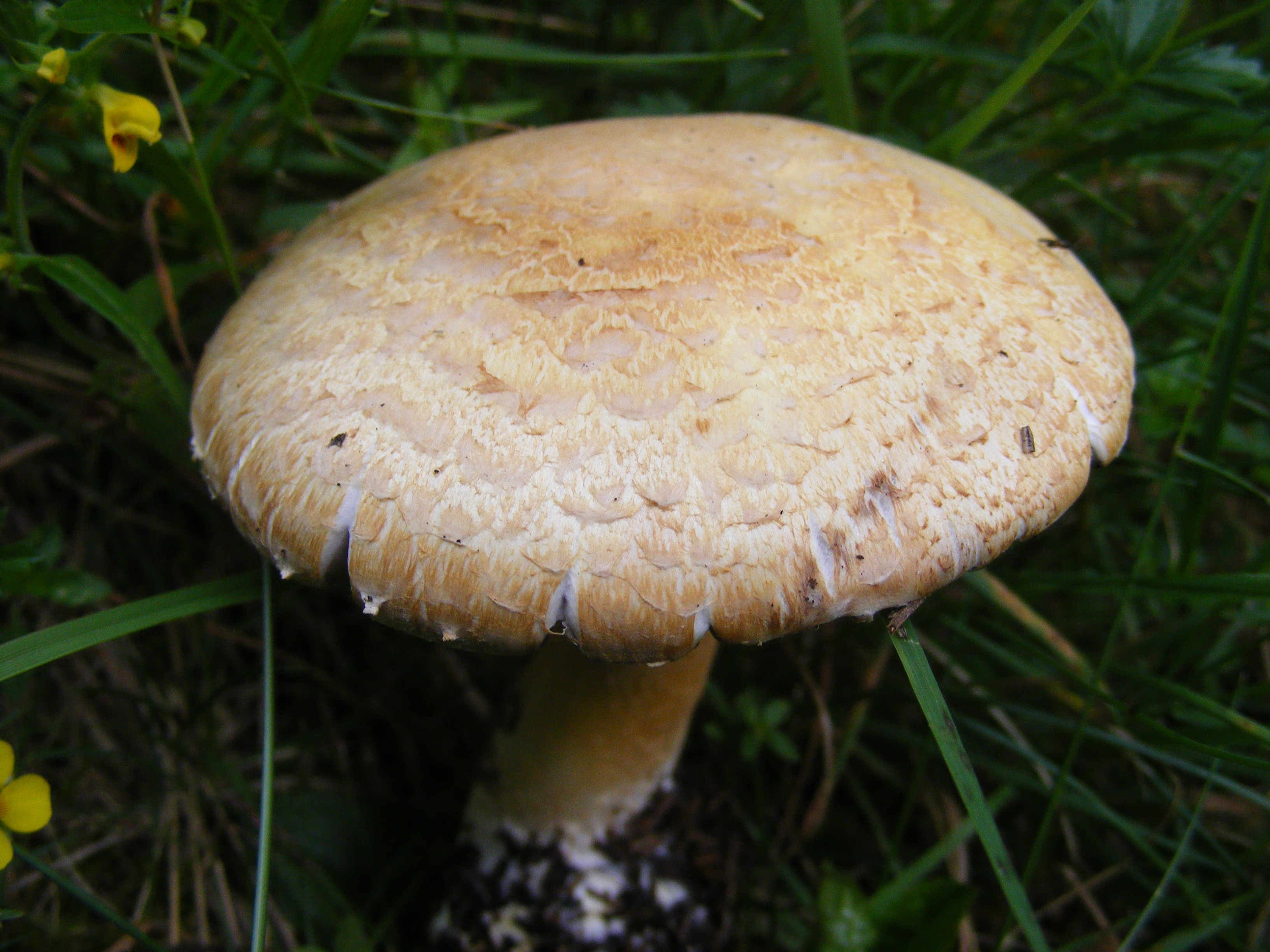
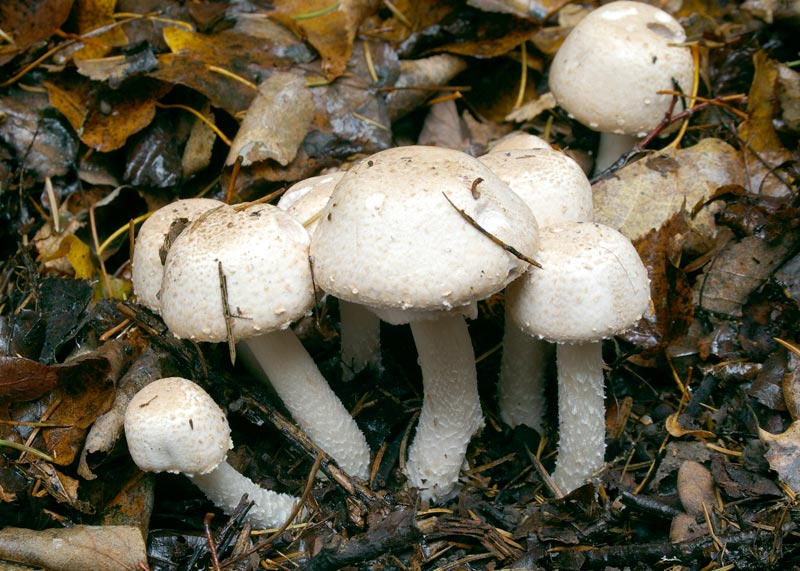
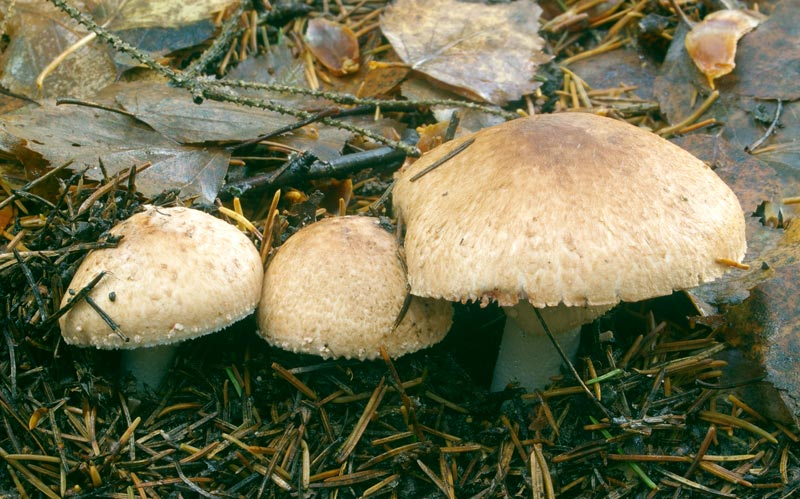
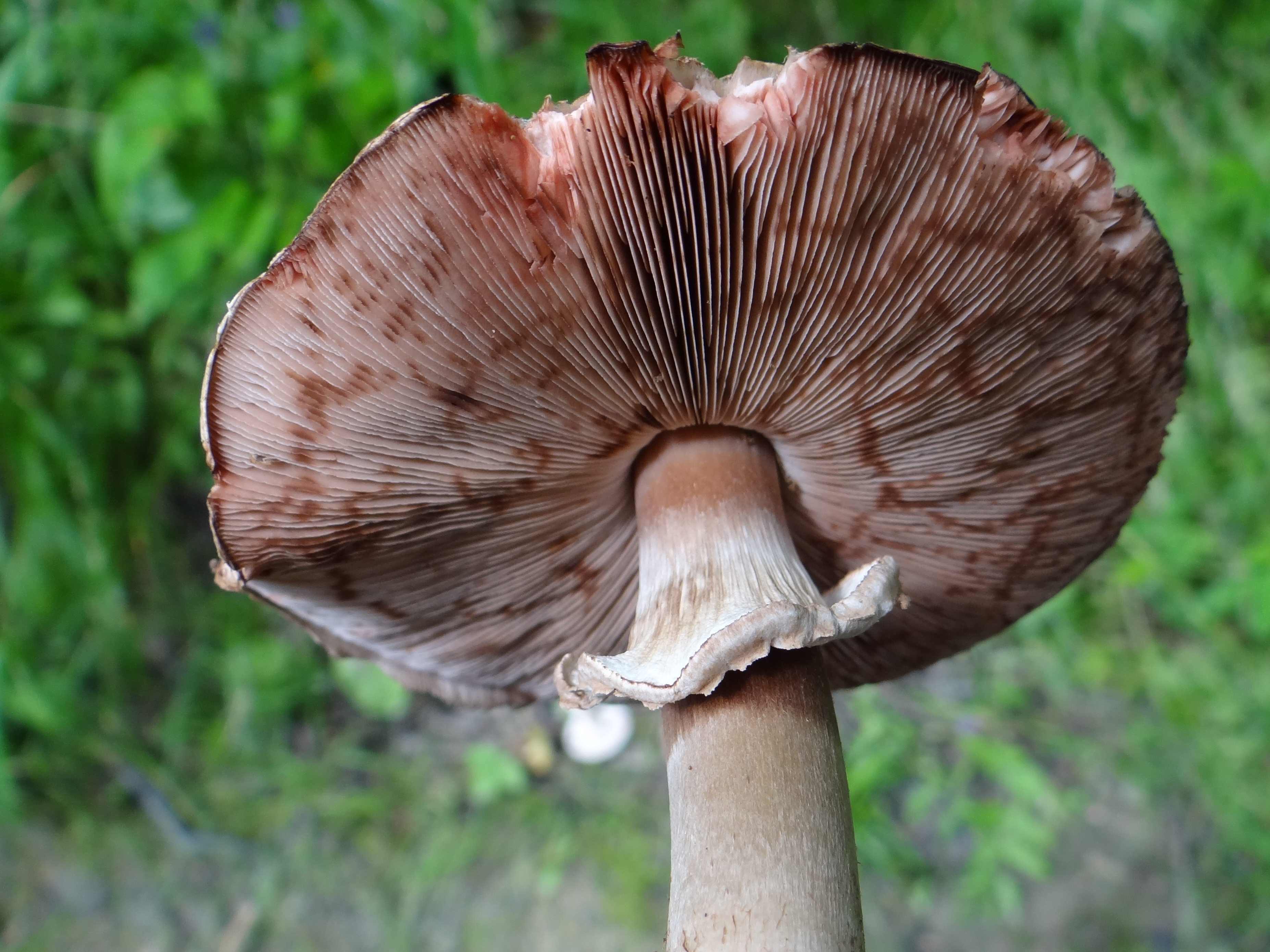
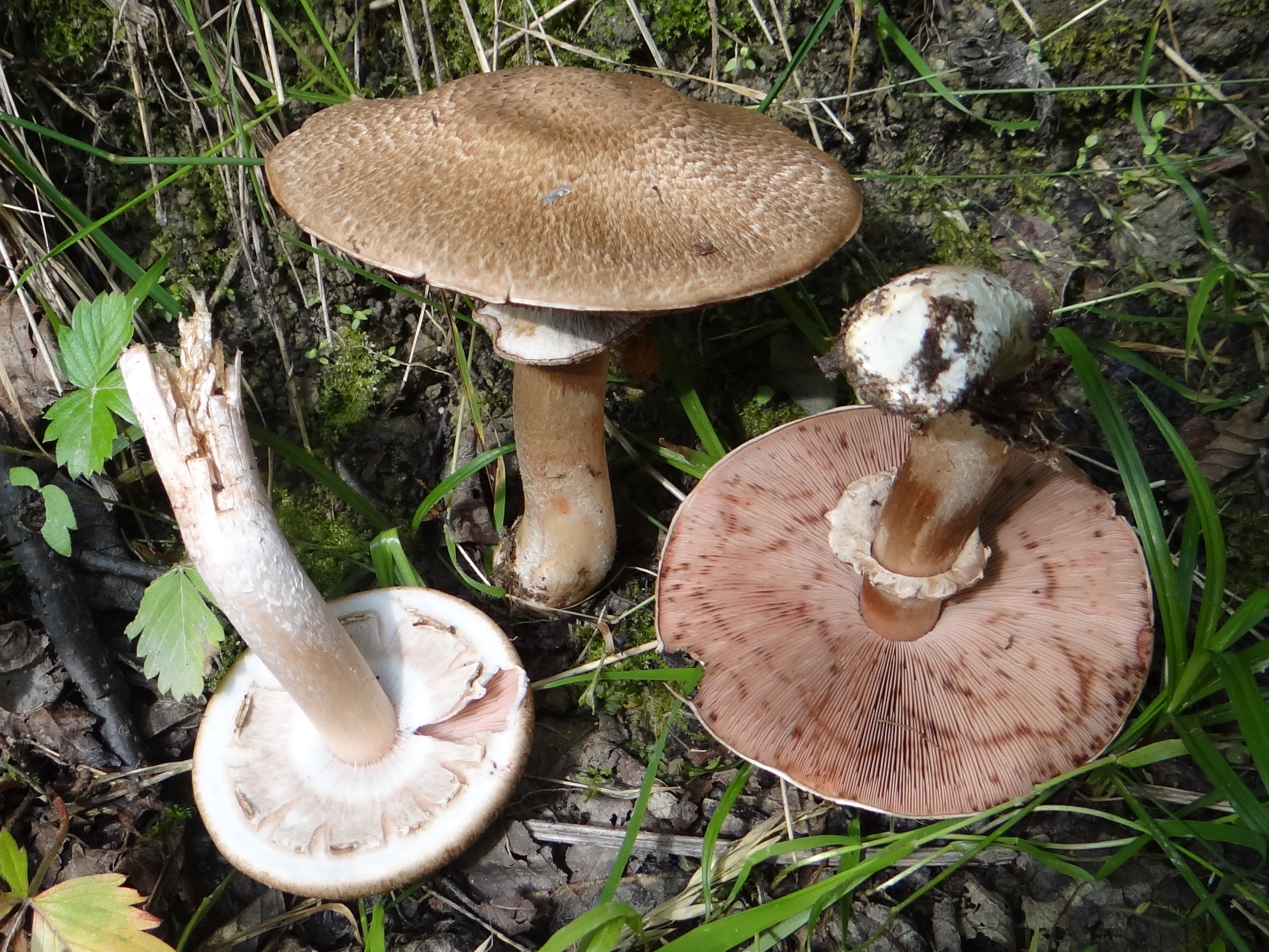
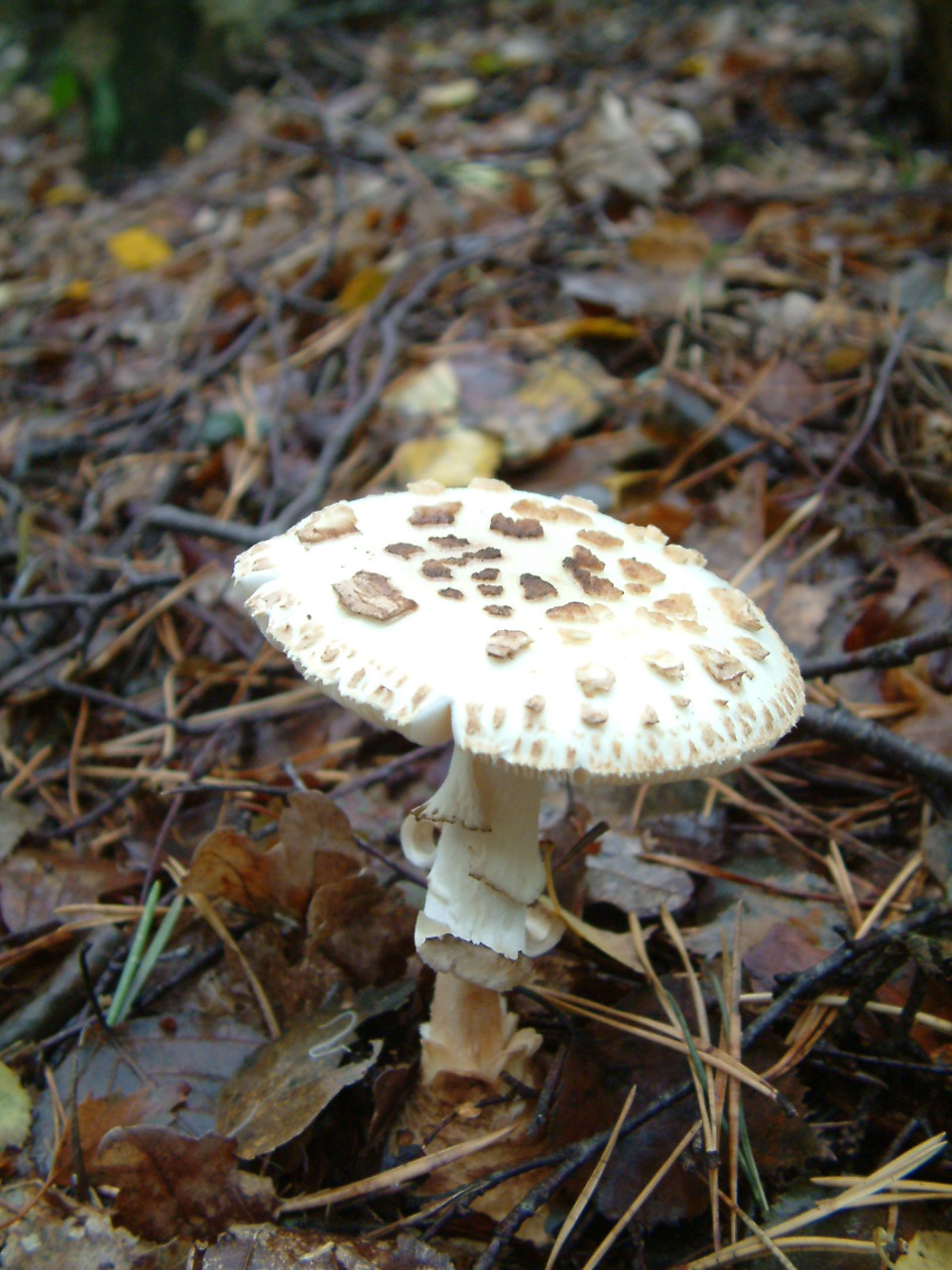
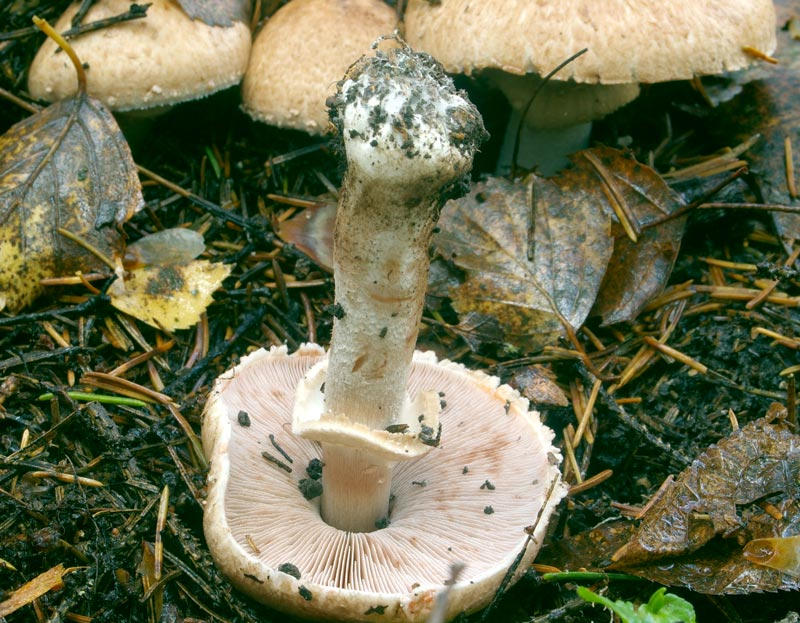